# Liste der Stolpersteine in Friedrichstadt
Die Liste der Stolpersteine in Friedrichstadt enthält alle Stolpersteine, die im Rahmen des gleichnamigen Projekts von Gunter Demnig in Friedrichstadt verlegt wurden. Mit ihnen soll an Opfer des Nationalsozialismus erinnert werden, die in Friedrichstadt lebten und wirkten.

Die ersten Steine wurden 2003 und 2004 verlegt.

2019 wurden 10 neue Steine eingelassen. Zwei dieser Steine ersetzten die alten Steine, da sie eine erweiterte Biografie bekamen.

## Verlegte Stolpersteine
| Person, Inschrift | Adresse                | Verlege- datum                        | Bild                                                          | Weitere Informationen |
| --- | ---------------------- | ------------------------------------- | ------------------------------------------------------------- | --- |
| Hier wohnte Isidor Selig Jg. 1890 ermordet in Treblinka | Am Binnenhafen 20 ·    | 25. Aug. 2004                         |                                                               | |
| Hier wohnte Werner Selig Jg. 1921 ermordet in Treblinka | Am Binnenhafen 20 ·    | 25. Aug. 2004                         |                                                               | |
| Hier wohnte Lina Selig geb. Schönthal Jg. 1895 deportiert 1941 Minsk ermordet                                                                                            | Am Binnenhafen 20 ·    | 21. Mai 2019                          |                                                               | |
| Hier wohnte Ernst Selig Jg. 1922 deportiert 1941 Minsk 1944 Flossenbürg ermordet 22.1.1945                                                                               | Am Binnenhafen 20 ·    | 21. Mai 2019                          |                                                               | |
| Hier wohnte Leopold Meier Jg. 1893 ermordet in Minsk | Am Markt 6 ·           | 25. Aug. 2004                         |                                                               | Ein weiterer Stolperstein befindet sich in Hamburg-Hoheluft-West. |
| Hier wohnte Therese Meier geb. Levin Jg. 1899 ermordet in Minsk | Am Markt 6 ·           | 25. Aug. 2004                         |                                                               | |
| Hier wohnte Rolf Meier Jg. 1921 unfreiwillig verzogen 1938 Hamburg deportiert 1941 Minsk ermordet                                                                        | Am Markt 6 ·           | 21. Mai 2019                          |                                                               | Dieser Stein war 2004 verlegt worden und wurde 2019 ausgetauscht. bisherige Inschrift: Hier wohnte Rolf Meier Jg. 1921 ermordet in Minsk                                                             |
| Hier wohnte Rita Meier Jg. 1926 unfreiwillig verzogen 1938 Hamburg Kindertransport 1939 Holland 1940 England                                                             | Am Markt 6 ·           | 21. Mai 2019                          |                                                               | |
| Hier wohnte Wilhelm Benjamin Jg. 1858 ermordet 26.09.1942 in Theresienstadt                                                                                              | Am Westersielzug 9 ·   | 25. Aug. 2004                         |                                                               | Ein weiterer Stolperstein befindet sich in Hamburg-Harvestehude. |
| Hier wohnte Henny Behrend geb. Heymann Jg. 1873 ermordet in Theresienstadt                                                                                               | Gartenstraße 2 ·       | 30. Aug. 2004                         |                                                               | Ein weiterer Stolperstein befindet sich in Hamburg-Harvestehude. |
| Hier wohnte Heinz Heymann Jg. 1907 ermordet in Łodz | Kirchenstraße 2 ·      | 25. Aug. 2004                         |                                                               | |
| Hier wohnte Kurt Heymann Jg. 1912 ermordet 18.2.1943 Auschwitz | Kirchenstraße 2 ·      | 25. Aug. 2004                         |                                                               | |
| Hier wohnte Adelheid Levy geb. Heymann Jg. 1865 emigriert/Holland ermordet in Sobibor                                                                                    | Prinzenstraße 16 ·     | 25. Aug. 2004                         |                                                               | |
| Hier wohnte Jacob Selig Jg. 1856 ermordet 12.9.1943 in Theresienstadt | Prinzenstraße 16 ·     | 25. Aug. 2004                         |                                                               | |
| Hier wohnte Henny Krause geb. Levy Jg. 1885 ermordet in Łodz | Prinzenstraße 22 ·     | 25. Aug. 2004                         |                                                               | |
| Hier wohnte Adolf Heymann Jg. 1873 ermordet in Treblinka | Prinzenstraße 23 ·     | 25. Aug. 2004                         |                                                               | |
| Hier wohnte Rieckchen Heymann geb. Rosenthal Jg. 1873 ermordet in Treblinka                                                                                              | Prinzenstraße 23 ·     | 25. Aug. 2004                         |                                                               | |
| Hier wohnte Edith Rosenberger geb. Heymann Jg. 1903 Flucht 1935 USA | Prinzenstraße 23 ·     | 21. Mai 2019                          |                                                               | |
| Hier wohnte Rudolf Heymann Jg. 1910 ertrunken Umstände nie geklärt Kieler Hafen gefunden 23.7.1933                                                                       | Prinzenstraße 23 ·     | 21. Mai 2019                          |                                                               | |
| Hier wohnte Israel Behrend Jg. 1864 ermordet in Treblinka | Prinzenstraße 31 ·     | 25. Aug. 2004                         |                                                               | |
| Hier wohnte Rosa Behrend geb. Seligmann Jg. 1874 ermordet in Treblinka                                                                                                   | Prinzenstraße 31 ·     | 25. Aug. 2004                         |                                                               | |
| Hier wohnte Rosa Hirsch Jg. 1886 unfreiwillig verzogen 1939 Hamburg deportiert 1941 Łodz/Litzmannstadt ermordet 11.1.1942                                                | Westerhafenstraße 10 · | 21. Mai 2019                          | Stolperstein Friedrichstadt Westerhafentstraße 10 Rosa Hirsch | Hirsch, Rosa * 7. April 1886 in Kirchberg 1939 nach Hamburg verzogen 25. Oktober 1941 nach Łodz deportiert 11. Januar 1942 nach unbekannt weiterdeportiert, dort verschollen                         |
| Hier wohnte Thekla Wolff geb. Franken Jg. 1889 ermordet in Minsk | Westerhafenstraße 14 · | 25. Aug. 2004                         |                                                               | |
| Hier wohnte Willi Wolff Jg. 1890 ermordet in Minsk | Westerhafenstraße 14 · | 25. Aug. 2004                         |                                                               | |
| Hier wohnte Mirjam Cohen Jg. 1923 unfreiwillig verzogen 1937 Hamburg Flucht 1938 Holland interniert Westerbork deportiert 1943 Auschwitz ermordet 19.11.1943             | Westermarktstraße 24 · | 2. Sep. 2003 neu verlegt 21. Mai 2019 |                                                               | Dieser Stein war 2003 verlegt worden und wurde 2019 mit erweiterter Biografie ausgetauscht. bisherige Inschrift: Hier wohnte Mirjam Cohen Jg. 1923 emigriert 1938/Holland ermordet 1943 in Auschwitz |
| Hier wohnte Dr. Benjamin Cohen Jg. 1895 unfreiwillig verzogen 1937 Hamburg Flucht 1938 Holland interniert Westerbork deportiert 1943 Auschwitz ermordet 31.3.1944        | Westermarktstraße 24 · | 21. Mai 2019                          |                                                               | |
| Hier wohnte Bertha Cohen geb. Malina Jg. 1895 unfreiwillig verzogen 1937 Hamburg Flucht 1938 Holland interniert Westerbork deportiert 1943 Auschwitz ermordet 19.11.1943 | Westermarktstraße 24 · | 21. Mai 2019                          |                                                               | |
| Hier wohnte Auguste Wolff Jg. 1857 ermordet 7.8.1942 in Theresienstadt                                                                                                   | Westermarktstraße 17 · | 25. Aug. 2004                         |                                                               | |
| Hier wohnte Julius Wolff Jg. 1887 ermordet in Minsk | Westermarktstraße 17 · | 25. Aug. 2004                         |                                                               | |
| Hier wohnte Michael Wolff Jg. 1854 ermordet 21.9.1942 in Treblinka | Westermarktstraße 17 · | 25. Aug. 2004                         |                                                               | |

### Noch nicht verlegte Steine, die in der AKENS-Liste stehen
| Person, Inschrift                                                                              | Adresse                | weitere Informationen |
| ---------------------------------------------------------------------------------------------- | ---------------------- | --- |
| Hier wohnte Johanna Hämpel geb. Heymann Jg. 1880 .....                                         | Prinzenstraße 6 ·      | Hämpel, Johanna, geb. Heymann * 26. Juni 1880 in Friedrichstadt nach Hamburg verzogen 24. März 1943 Theresienstadt dort verschollen |
| Hier wohnte Ella Meyer geb. Simon Jg. 1854 deportiert 1942 Theresienstadt tot 22.09.1942       | Prinzenstraße 34 ·     | Meyer, Ella, geb. Selig * 2. Juli 1879 in Friedrichstadt nach Hamburg verzogen 8. November 1941 nach Minsk deportiert, dort verschollen |
| Hier wohnte Marjanne Häusler geb. Simon Jg. 1854 deportiert 1942 Theresienstadt tot 22.09.1942 | Ostermarktstraße 1 ·   | Häusler, Marjanne, geb. Simon * 25. August 1854 in Friedrichstadt nach Lübeck verzogen 19. Juli 1942 nach Theresienstadt deportiert 22. September 1942 dort umgekommen                                                                              |
| Hier wohnte Henny Josias Jg. 1907 .....                                                        | Westermarktstraße 19 · | Henny Josias wurde am 22. Juli 1890 in Friedrichstadt geboren. Sie ist 1907 nach Hamburg verzogen und am 6. Dezember 1941 nach Riga deportiert, dort ist sie verschollen                                                                            |
| Hier wohnte Lipmann Josias Jg. 1883 ....                                                       | Westermarktstraße 19 · | Lipmann Josias wurde am 19. Dezember 1883 in Friedrichstadt geboren. Er ist 1899 nach Hamburg verzogen und am 25. Oktober 1941 von Hamburg nach Łodz deportiert, von dort am 20. März 1943 nach unbekannt weiterdeportiert, dort ist er verschollen |